# Castanospermum australe

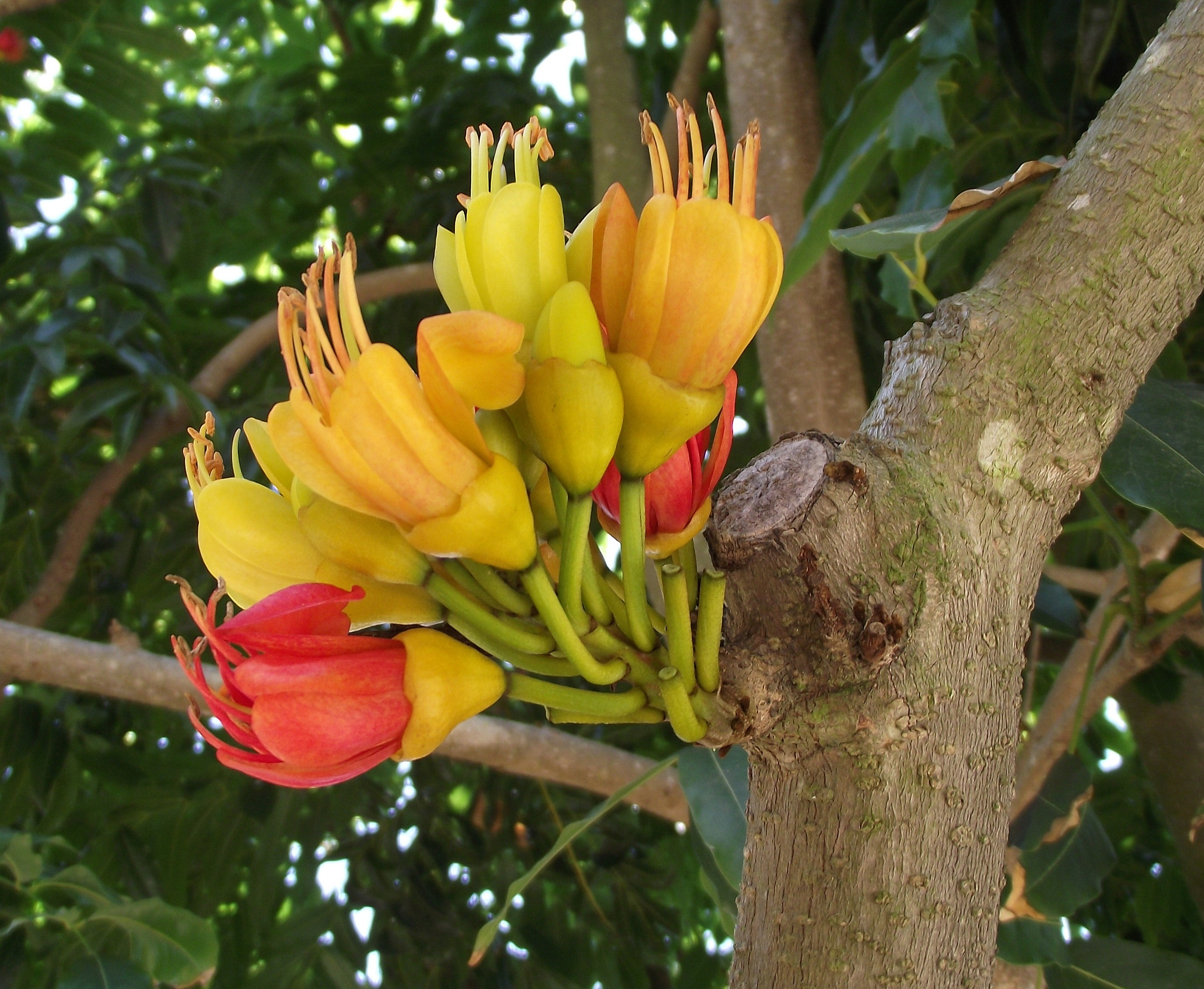
Květy Castanospermum australe

 Castanospermum australe je strom z čeledi bobovité a jediný druh rodu Castanospermum. Je to mohutný strom hojně rostoucí podél vodních toků při východním pobřeží Austrálie. Strom má lesklé tmavě zelené zpeřené listy a velké žluté až oranžové květy. Nápadná jsou velká hnědá semena, podle nichž dostal i své rodové jméno, neboť připomínají kaštany. Čokoládově hnědé až téměř černé dřevo náleží k nejvíce ceněným australským dřevům.

## Popis
Castanospermum australe je mohutný stálezelený dvoudomý strom dorůstající výšky až 40 metrů a průměru kmene až 1,2 metru. Koruna je velmi hustá, u paty kmene nejsou opěrné pilíře. Kůra je šedá až hnědá, poněkud hrubá drobnými puchýřky. Při narušení voní po okurkách nebo dýních. Listy jsou lichozpeřené, asi 20 až 35 cm dlouhé, tmavě zelené a lesklé, složené z 8 až 17 úzce oválných, celokrajných, kožovitých lístků. Květy jsou velké, 4 až 5 cm dlouhé, velmi nápadné, motýlovité, zelenavě žluté až sytě oranžové, uspořádané v hroznech až 15 cm dlouhých. Hrozny se vyvíjejí na holých větévkách nebo přímo ze starších větví (kauliflorie). Kalich je voskově žlutý, zvonkovitý, masitý, až 2 cm dlouhý, zakončený 5 krátkými a širokými zuby. Pavéza je okrouhle obvejčitá, asi 3 až 4 cm dlouhá, prohnutá, delší než křídla a člunek. Tyčinek je 8 až 10, jsou žluté, asi 4 až 5 cm dlouhé, všechny volné a zahnuté, nestejné délky. Semeník vyrůstá na 1 až 2 cm dlouhé stopce a obsahuje 3 až 4 vajíčka. Čnělka je 1 až 2 cm dlouhá a je zakončena drobnou vrcholovou bliznou. Lusky jsou velké, dřevnaté, převislé, až 25 cm dlouhé a 5 cm široké, pukající 2 chlopněmi. Uvnitř jsou rozděleny houbovitou dužninou na 3 až 5 komůrek obsahujících 3 až 5 velkých okrouhlých nebo zploštělých hnědých semen o velikosti 3 až 5 cm.

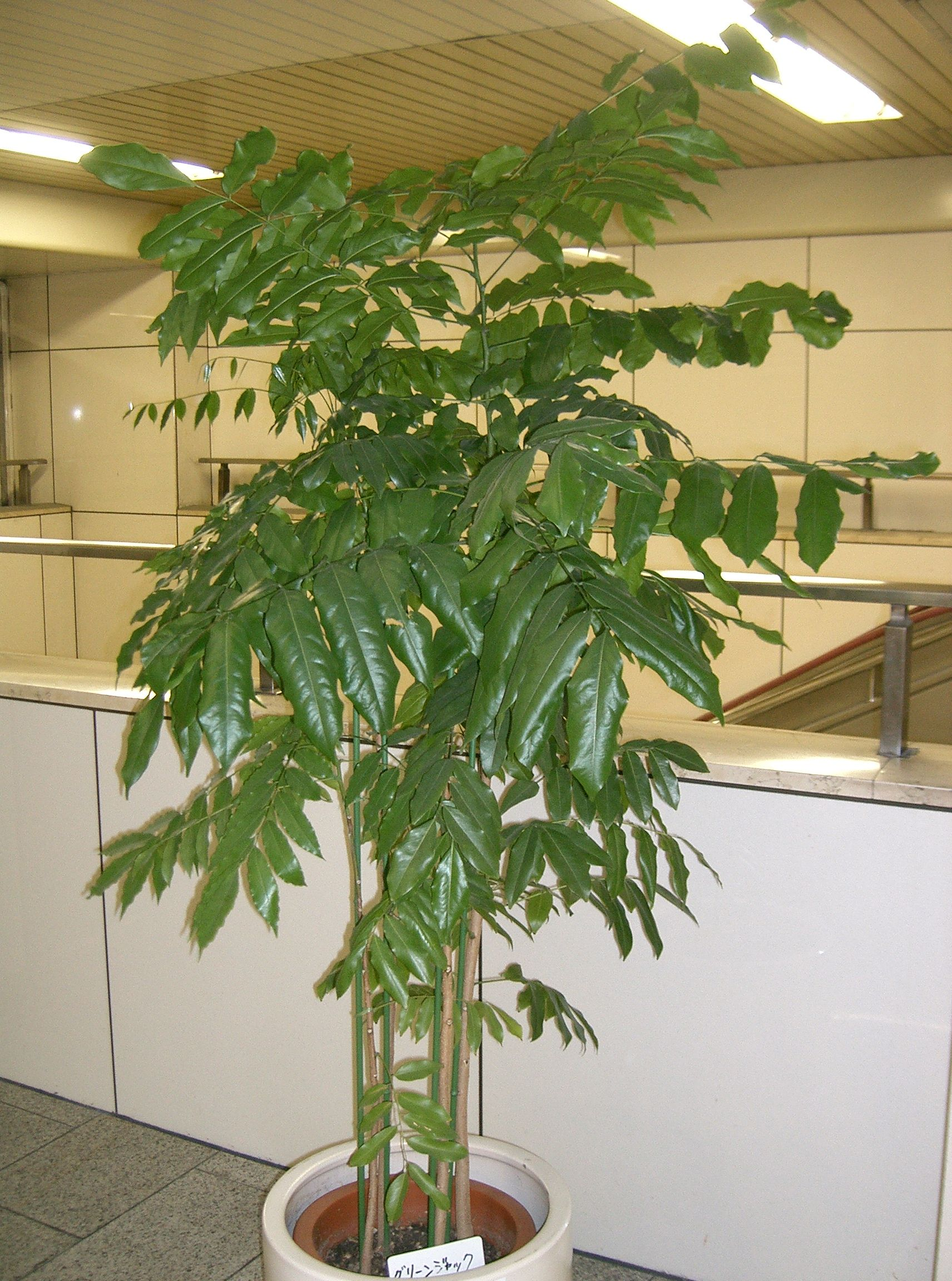
Castanospermum jako pokojová rostlina
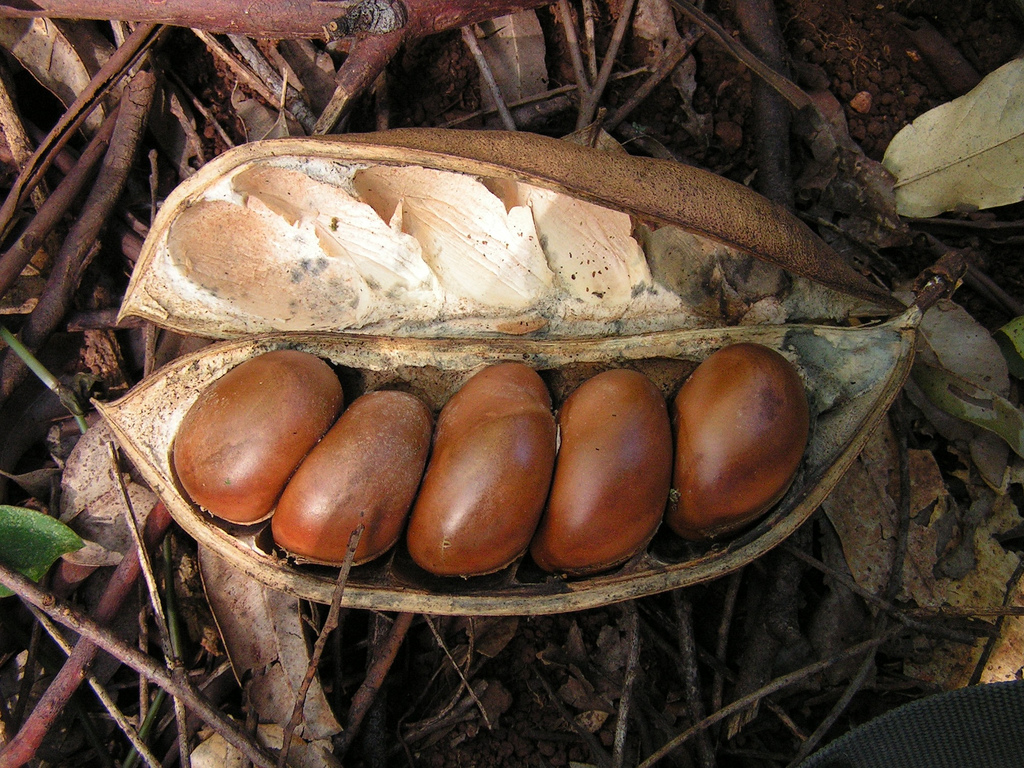
Lusk se semeny
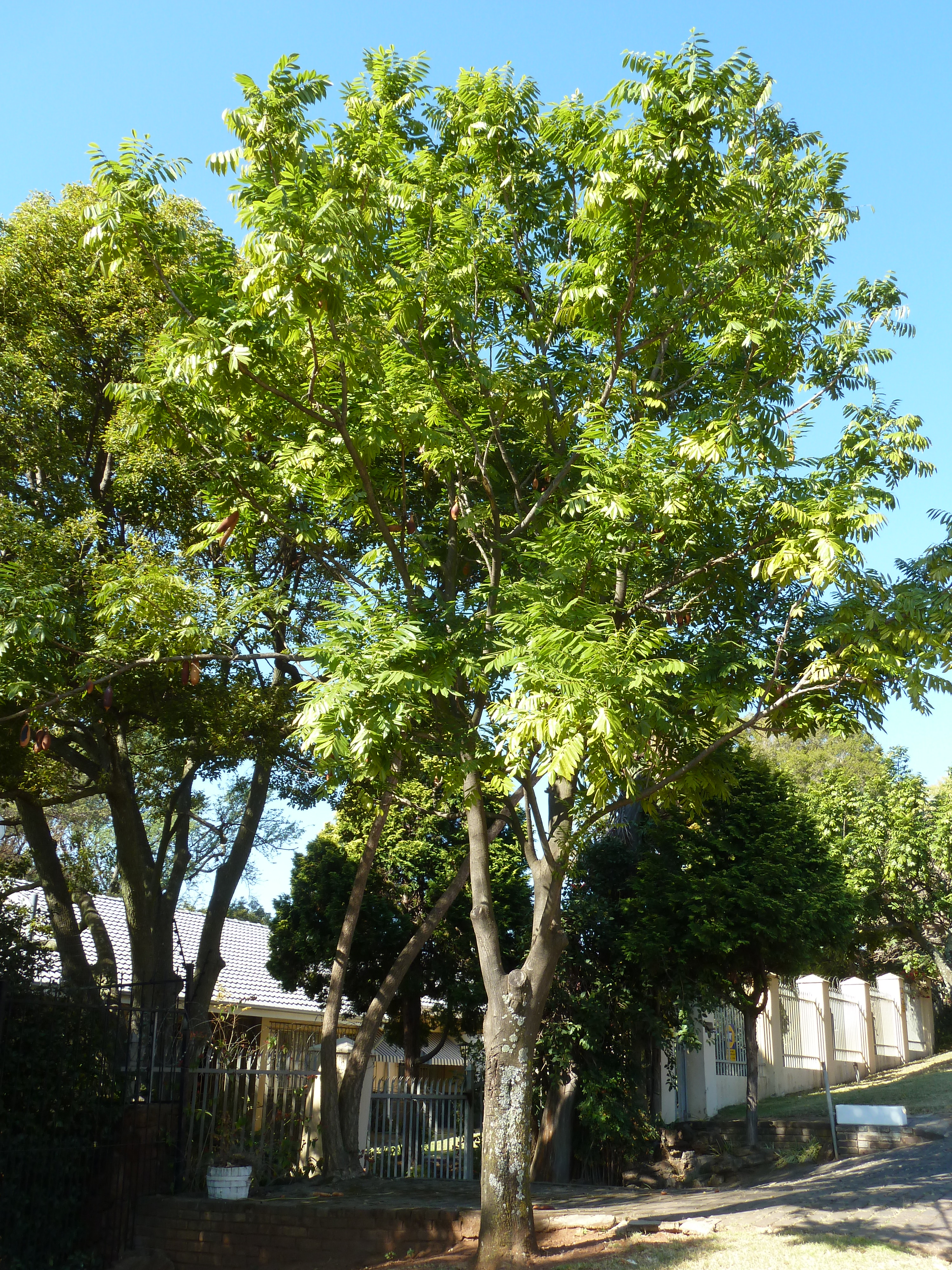
Castanospermum jako pouliční zeleň

## Rozšíření
Druh je rozšířen podél pobřeží v Austrálii v Queenslandu a New South Wales v nadmořských výškách 50 až 1000 metrů. Vyskytuje se také na Nové Kaledonii a Vanuatu. Roste běžně podél vodních toků, typicky jako součást tzv. galeriového lesa. V poříčních lesích často dominuje. V Austrálii je nejčastěji doprovázen druhy Waterhousea floribunda, Grevillea robusta, Podocarpus elatus, Streblus brunonianus a fíkovníky (Ficus sp.), v severním Queenslandu i Beilschmiedia obtusifolia, Cryptocarya hypospodia, Nauclea orientalis a Syzygium australe.

## Taxonomie
V minulosti byl někdy rozlišován ještě jeden druh rodu, Castanospermum brevivexillum. Status tohoto taxonu není dosud dořešen.

## Obsahové látky
Semena Castanospermum obsahují saponiny, indolizidinové alkaloidy kastanospermin a 7-deoxy-6-epi-kastanospermin a pyrrolizidinový alkaloid australin.

## Význam
Castanospermum poskytuje ceněné dřevo. Běl je bílá až žlutá, jádrové dřevo je tmavě čokoládově hnědé až téměř černé, odolné proti povětrnostním vlivům a také proti termitům. Náleží mezi nejžádanější australská dřeva. Je používáno na intarzie a vykládání, na výrobu nábytku, dřevěných obkladů a překližek. Tento strom se také pěstuje v Indii, Malajsii a na Sri Lance jako okrasná dřevina, stínící strom a ve větrolamech. Tepelně upravená zralá semena jsou jedlá, musí se však před vařením či pražením několik dní promývat ve vodě, aby se vylouhovaly jedovaté látky. Syrová semena mají silně projímavý účinek, který je připisován obsahu saponinů.
Mladé rostliny Castanospermum australe rašící z masivních děloh jsou v ČR občas nabízeny jako pokojové rostliny, nejčastěji pod zavádějícím názvem australský kaštan.